# Cohuecán
Cohuecán là một đô thị thuộc bang Puebla, México. Năm 2005, dân số của đô thị này là 4492 người.